# Penisola di Baljuzek
La penisola di Baljuzek (in russo полуостров Балюзек) si trova in Russia, nelle acque del mar del Giappone. Appartiene all'Ol'ginskij rajon, nel Territorio del Litorale (Circondario federale dell'Estremo Oriente).

## Geografia
La penisola è collegata al continente da uno stretto e basso istmo sabbioso e chiude a nord-est la baia di Vladimir, opposta alla penisola di Vatovskij. Il suo rilievo è prevalentemente collinare, la costa sul promontorio è ripida e rocciosa. La strada che conduce alla penisola e a capo Baljuzek attraversa il villaggio di Vesëlyj Jar (Весёлый Яр). Il faro che si trova a capo Baljuzek è stato costruito tra il 1935 e il 1938.

## Storia
La penisola fu raggiunta per la prima volta nel 1857 dalla corvetta a vapore America sotto il comando di Nikolaj Matveevič Čichačëv e ha preso il nome da un membro dell'equipaggio, l'allora artigliere Lev Fëdorovič Balljuzek (Лев Фёдорович Баллюзек) divenuto poi il primo rappresentante permanente della Russia in Cina.
Nel 1905, l'incrociatore Izumrud, uno dei pochi sopravvissuti della battaglia di Tsushima, si arenò vicino a capo Baljuzek e, per impedirne la cattura da parte dei giapponesi, l'equipaggio decise di far detonare la nave. I suoi resti giacciono ancora ad una profondità di 8 metri e sono oggetto di ricerca dei subacquei.